# Berzy-le-Sec
Berzy-le-Sec – miejscowość i gmina we Francji, w regionie Hauts-de-France, w departamencie Aisne.
Według danych na styczeń 2014 roku gminę zamieszkiwało 406 osób, a gęstość zaludnienia wynosiła 34,5 osób/km².